# West Bromwich Albion Football Club 2012-2013
Questa voce raccoglie le informazioni riguardanti il West Bromwich Albion Football Club nelle competizioni ufficiali della stagione 2012-2013.

## Maglie e sponsor
| Casa | Trasferta | Terza divisa |

## Rosa
| N. |                             | Ruolo | Calciatore          |
| -- | --------------------------- | ----- | ------------------- |
| 1  | Inghilterra (bandiera)      | P     | Benjamin Foster     |
| 2  | Irlanda (bandiera)          | C     | Steven Reid         |
| 3  | Svezia (bandiera)           | D     | Jonas Olsson        |
| 5  | Argentina (bandiera)        | C     | Claudio Yacob       |
| 6  | Inghilterra (bandiera)      | D     | Liam Ridgewell      |
| 7  | Scozia (bandiera)           | C     | James Morrison      |
| 8  | Svezia (bandiera)           | A     | Markus Rosenberg    |
| 9  | Irlanda (bandiera)          | A     | Shane Long          |
| 10 | Belgio (bandiera)           | A     | Yassine El Ghanassy |
| 11 | Irlanda del Nord (bandiera) | C     | Chris Brunt         |
| 13 | Galles (bandiera)           | P     | Boaz Myhill         |
| 14 | Inghilterra (bandiera)      | C     | Jerome Thomas       |
| 15 | Inghilterra (bandiera)      | C     | George Thorne       |
| 16 | Scozia (bandiera)           | C     | Scott Allan         |

| N. |                             | Ruolo | Calciatore           |
| -- | --------------------------- | ----- | -------------------- |
| 17 | Scozia (bandiera)           | C     | Graham Dorrans       |
| 18 | Cile (bandiera)             | D     | Gonzalo Jara         |
| 19 | Inghilterra (bandiera)      | P     | Luke Daniels         |
| 20 | Belgio (bandiera)           | A     | Romelu Lukaku        |
| 21 | RD del Congo (bandiera)     | C     | Youssuf Mulumbu      |
| 22 | Ungheria (bandiera)         | C     | Zoltán Gera          |
| 23 | Irlanda del Nord (bandiera) | D     | Gareth McAuley       |
| 24 | Nigeria (bandiera)          | A     | Peter Odemwingie     |
| 25 | Inghilterra (bandiera)      | D     | Craig Dawson         |
| 27 | Inghilterra (bandiera)      | C     | Sam Mantom           |
| 28 | Inghilterra (bandiera)      | D     | Billy Jones          |
| 30 | Romania (bandiera)          | D     | Gabriel Tamaș        |
| 32 | Francia (bandiera)          | A     | Marc-Antoine Fortuné |
| 39 | Australia (bandiera)        | A     | Chris Wood           |